# Chruśle
Chruśle – wieś w Polsce położona w województwie łódzkim, w powiecie łowickim, w gminie Kiernozia.
| SIMC    | Nazwa       | Rodzaj    |
| ------- | ----------- | --------- |
| 0566782 | Ciechomin   | część wsi |
| 0566799 | Ciechominek | część wsi |
| 0566807 | Osmoleniec  | część wsi |
| 0566813 | Wygoda      | część wsi |

Prywatna wieś szlachecka Chrośle położona była w drugiej połowie XVI wieku w powiecie gąbińskim ziemi gostynińskiej województwa rawskiego. W latach 1975–1998 miejscowość administracyjnie należała do województwa płockiego.